# Чечевилово
Чечевилово — деревня в Воскресенском муниципальном районе Московской области. Входит в состав сельского поселения Ашитковское. Население — 117 чел. (2010).

## География
Деревня Чечевилово расположена в восточной части Воскресенского района, примерно в 10 км к северу от города Воскресенск. Высота над уровнем моря 122 м. В 1 км к востоку от деревни протекает река Сушенка. Ближайший населённый пункт — деревня Никольское.

## История
В 1926 году деревня являлась центром Чечевиловского сельсовета Усмерской волости Бронницкого уезда Московской губернии.
С 1929 года — населённый пункт в составе Ашитковского района Коломенского округа Московской области, с 1930-го, в связи с упразднением округа и переименованием района, — в составе Виноградовского района Московской области. В 1957 году, после того как был упразднён Виноградовский район, деревня была передана в Воскресенский район.
До муниципальной реформы 2006 года Чечевилово входило в состав Конобеевского сельского округа Воскресенского района.

## Население
В 1926 году в деревне проживало 457 человек (213 мужчин, 244 женщины), насчитывалось 78 крестьянских хозяйств. По переписи 2002 года — 121 человек (50 мужчин, 71 женщина).
| 1926 | 2002 | 2010 |
| ---- | ---- | ---- |
| 457  | ↘121 | ↘117 |